# El Uweilia
El Uweilia (in arabo العويلية‎?) è un centro abitato della Libia, nella regione della Cirenaica.

Fu fondato in epoca coloniale (1936) con il nome di Maddalena in onore dell'aviatore italiano Umberto Maddalena.